# L'uomo meccanico
L'uomo meccanico è un film muto del 1921 scritto, diretto e interpretato dal comico francese André Deed, noto in Italia con il nome d'arte di Cretinetti.
Oltre ad essere tra i primi film prodotti in Italia con elementi fantascientifici, in esso per la prima volta viene messo in scena uno scontro tra un robot buono e uno cattivo. Poiché Il mostro di Frankenstein del 1920 è andato perduto, L'uomo meccanico è il primo film di fantascienza prodotto in Italia ancora esistente.
Per molto tempo si riteneva che questo film fosse andato perduto, ma presso la Cinemateca Brasileira di San Paolo in Brasile ne sono stati ritrovati 740 metri di una versione in portoghese, successivamente restaurati nel 1992 grazie all'intervento della Cineteca di Bologna. Della lunghezza originale di circa un'ora ne sono stati recuperati 26 minuti (corrispondenti a 740 metri di pellicola); la maggior parte delle parti perdute consiste nelle scene iniziali del film quali le sequenze con lo scienziato.
Basandosi su una prima redazione della sceneggiatura, è stata ricostruita la trama del film con elementi tipicamente fantascientifici per l'epoca come la presenza di uno schermo che preannuncia la televisione, all’epoca ancora in fase sperimentale, e un robot comandato a distanza con un televisore. La caratterizzazione del robot era originale e diverrà ispirazione per opere successive del cinema di fantascienza americano degli anni cinquanta.

## Trama
Uno scienziato riesce a costruire un meccanismo a forma di un uomo che può essere comandato a distanza da una macchina. L'uomo meccanico possiede velocità e forza superiori a quelle umane. Lo scienziato è però ucciso da una banda di criminali, guidata da Margherita Donadieff (Mado), che vuole ottenere le istruzioni per la costruzione dell'uomo meccanico. I criminali vengono catturati prima che essi siano in grado di riceverle e sono giudicati e condannati. Con uno stratagemma, Mado riesce a sfuggire dal carcere e rapisce Elena D'Ara, la nipote dello scienziato per costringerla a darle le istruzioni per costruire un altro automa meccanico.
L'uomo meccanico è utilizzato per una varietà di crimini, controllato a distanza da Mado tramite un "tele-visore". Il fratello dello scienziato, tuttavia, riesce a creare un secondo uomo meccanico che utilizza contro l'originale. I due uomini meccanici si combattono tra di loro durante un veglione al teatro dell'Opera e finiscono per distruggere loro stessi ed il teatro. Dopo molte scene di distruzione e scompiglio tra i presenti, il droide “malvagio” viene sconfitto grazie all'aiuto di Saltarello, che provoca un cortocircuito al sistema di controllo a causa del quale la malvagia Mado rimane uccisa.

## Produzione
Il film fu prodotto in Italia, dalla Società anonima Milano Films ed era inizialmente intitolato "L’uomo artificiale", poi cambiato in L’uomo meccanico. È il secondo episodio di un cineromanzo, ovvero un serial cinematografico, in tre capitoli del quale il primo episodio, Il documento umano, è andato perduto e il terzo, Gli strani amori di Mado, del quale non si hanno notizie certe, è probabilmente rimasto incompiuto a causa del fallimento della casa di produzione. Di questo cineromanzo resta quindi solo questo secondo capitolo in una copia frammentaria a causa dei tagli della censura dell'epoca (dal visto di censura la pellicola originale era lunga 1821 metri).

## Critica
(Fantafilm)